# Gold Diggers – Das Geheimnis von Bear Mountain
Gold Diggers – Das Geheimnis von Bear Mountain (Alternativtitel: Das Geheimnis des Bärenfelsens; Originaltitel: Gold Diggers: The Secret of Bear Mountain) ist ein US-amerikanisch-kanadischer Abenteuerfilm von Kevin James Dobson aus dem Jahr 1995.

## Handlung
Beth Easton ist im Jahr 1980 dreizehn Jahre alt, sie lebt in Los Angeles. Ihre Mutter fährt in eine Kleinstadt im Nordwesten Kanadas und nimmt Beth mit. Beth lernt dort Jody Salerno kennen, die sich in der Natur wohler als unter den Menschen fühlt. Salerno sucht eine Höhle, in der Molly Morgan einen Goldschatz versteckt haben sollte.
Easton und Salerno freunden sich an. Sie begeben sich gemeinsam auf die Suche nach dem Schatz. Salerno vertraut unterwegs ihrer Freundin an, dass der Freund der Mutter von Jody häufig zu viel Alkohol trinkt und in diesem Zustand gewalttätig wird.
Die Mädchen finden die Höhle und werden dort infolge eines Hochwassers gefährdet. Die unter Felsbrocken eingeklemmte Easton droht zu ertrinken, ihre Freundin holt rechtzeitig Hilfe.
Salernos Mutter wird von ihrem Freund verprügelt. Der Mann entführt Jody, von der er fordert, dass sie ihm das Versteck des Schatzes zeigt. Beth führt die Polizei in die Höhle. Der Entführer wird von einer älteren, mit einem Holzstück bewaffneten Frau bewusstlos geschlagen; danach verschwindet die Frau spurlos. Jody und Beth vermuten, dass es sich um Molly Morgan handeln muss. Der Kidnapper wird verhaftet.
Etwas später übergibt ein Anwalt Easton und Salerno Goldstücke, die von einem anonymen Förderer stammen.

## Kritiken
James Berardinelli schrieb auf ReelViews, der Film sei „mittelmäßig“ und „formelhaft“. Er trivialisiere das seriöse Thema der häuslichen Gewalt. Berardinelli lobte die Darstellung von Christina Ricci; Anna Chlumsky sei „mäßig talentiert“ („an actress of modest talent“).
Das Lexikon des internationalen Films schrieb: „Betulich-abenteuerlicher Kinderfilm, der nicht immer den Gesetzen der Logik folgt. Die angeschnittenen Probleme sind eher Staffage, um die Handlung voranzutreiben.“

## Auszeichnungen
Anna Chlumsky gewann im Jahr 1996 den Young Artist Award. Der Film wurde als Bester Actionfilm/Abenteuerfilm für den gleichen Preis nominiert.

## Hintergrund
Der Film wurde in drei Orten in Virginia, in Vancouver und in Nelson (British Columbia) gedreht. Er spielte in den Kinos der USA ca. 5,7 Millionen US-Dollar ein.